# Helminthosporium palmigenum
Helminthosporium palmigenum är en svampart som beskrevs av Matsush. 1971. Helminthosporium palmigenum ingår i släktet Helminthosporium och familjen Massarinaceae.   Inga underarter finns listade i Catalogue of Life.